# Котляково (платформа)
Котляко́во — проектируемый остановочный пункт Курского и Павелецкого направлений Московской железной дороги в составе линии МЦД-2 и линии МЦД-5. ТПУ «Котляково» построят с нуля, планируется организовать пересадку на одноимённую платформу Павелецкого направления железной дороги. Таким образом будущая платформа будет использоваться также пассажирами Павелецкого направления и пассажирами аэропорта Домодедово. Открытие станции планируется вместе с запуском МЦД-5.